# ليام فوكس
ليام فوكس (بالإنجليزية: Liam Fox )‏ (و. 1961 – م) هو سياسي، وطبيب، من المملكة المتحدة، هو عضوٌ في حزب المحافظين.

## مناصب
تولى منصب رئيس مجلس التجارة ‏ (منذ 19 يوليو 2016)، ووزير الدولة لشؤون التجارة الدولية ‏ (13 يوليو 2016–)، ووزير الدولة لشؤون الدفاع ‏ (12 مايو 2010–14 أكتوبر 2011)، ووزير ظل الدولة لشؤون الدفاع ‏ (6 ديسمبر 2005–11 مايو 2010)، ووزير ظل الدولة للخارجية ‏ (10 مايو 2005–6 ديسمبر 2005)، ورئيس حزب المحافظين ‏ (6 نوفمبر 2003–4 مايو 2005)، ووزير ظل الدولة لشؤون الصحة ‏ (15 يونيو 1999–6 نوفمبر 2003)، ووكيل وزارة الدولة للشؤون الخارجية ‏ (23 يوليو 1996–1 مايو 1997)، وعضو البرلمان في المملكة المتحدة ‏ (منذ 9 أبريل 1992).

## التعليم
تعلم في مدرسة طب غلاسغو، وجامعة جلاسكو.
| المناصب السياسية      | المناصب السياسية                                              | المناصب السياسية                                        |
| --------------------- | ------------------------------------------------------------- | ------------------------------------------------------- |
| سبقه                  | رئيس مجلس التجارة 19 يوليو 2016 -                             | تبعه                                                    |
| سبقه                  | وزير الدولة لشؤون التجارة الدولية 13 يوليو 2016 -             | تبعه                                                    |
| سبقه Bob Ainsworth ‏   | وزير الدولة لشؤون الدفاع 12 مايو 2010 - 14 أكتوبر 2011        | تبعه فيليب هاموند                                       |
| سبقه Michael Ancram ‏  | وزير ظل الدولة لشؤون الدفاع 6 ديسمبر 2005 - 11 مايو 2010      | تبعه Bob Ainsworth ‏                                     |
| سبقه Michael Ancram ‏  | وزير ظل الدولة للخارجية 10 مايو 2005 - 6 ديسمبر 2005          | تبعه ويليام هيغ                                         |
| سبقه تيريزا ماي       | رئيس حزب المحافظين 6 نوفمبر 2003 - 4 مايو 2005                | تبعه فرنسيس مود                                         |
| سبقه آن ويديكومب      | وزير ظل الدولة لشؤون الصحة 15 يونيو 1999 - 6 نوفمبر 2003      | تبعه تيم يو                                             |
| سبقه مارك لينوكس-بويد | وكيل وزارة الدولة للشؤون الخارجية 23 يوليو 1996 - 1 مايو 1997 | تبعه Elizabeth Symons, Baroness Symons of Vernham Dean ‏ |
| سبقه                  | عضو البرلمان في المملكة المتحدة 9 أبريل 1992 -                | تبعه                                                    |

## روابط خارجية
- ليام فوكس على موقع مونزينجر (الألمانية)
- ليام فوكس على موقع إن إن دي بي (الإنجليزية)